# 衡州路街道
衡州路街道，是中华人民共和国湖南省衡陽市珠晖区下辖的一个乡镇级行政单位。

## 行政区划
衡州路街道下辖以下地区：
王江社区和茅坪社区。

## 交通
- 京广高速铁路：衡阳东站